# Fort de Fouras
Le fort de Fouras  dit sémaphore de Fouras, est une fortification des XVe et XVIIe siècles construite à l'emplacement d'un château fort du XIe siècle, à Fouras, ville située en Aunis dans le département de la Charente-Maritime.
Il est aussi improprement dénommé le fort Vauban par les dépliants touristiques, bien que la construction de la citadelle originelle soit antérieure à l'intervention de Vauban.

## Historique
L'embouchure de la Charente représentait un site stratégique. À l’époque romaine, le site de Fouras se situait sur une île et autour de 58 avant J.-C., un castrum romain appelé “château de César”, occupait les lieux.
La châtellenie de Fouras revient, au XIe siècle, à la famille de Rochefort qui obtient les droits d'exercice de la haute, moyenne et basse justice, et de taxation des bateaux empruntant le fleuve (péage).
En 1305, Philippe le Bel rachète Fouras et le rattache à la couronne, puis concède à nouveau ce fief qui changera plusieurs fois de seigneur, jusqu'à Jehan II de Brosse, seigneur de L'Aigle en 1449 (1454 ?), qui a construit le donjon de 1480 à 1490. C'est la fin de la guerre de Cent Ans.
Durant les guerres de religion, la position stratégique de Fouras lui vaut d'échapper à la destruction ordonnée par Louis XIII pour toutes les places fortes après la prise de La Rochelle. Il en fait une forteresse royale.
Non loin de là, l'arsenal de Rochefort est construit, en 1666, par Colbert sur l'ordre de Louis XIV.
Durant la guerre de Hollande (1672 à 1678), Fouras protège l'arsenal en défendant l'embouchure de la Charente. Le donjon sert à observer les mouvements des navires et à envoyer des messages à la tour des signaux construite près du logis du chef d'Escadre.
De 1689 à 1693, sous la supervision de Vauban, François Ferry, ingénieur de Louis XIV, transforme l’ancienne demeure féodale en un "fort à la mer". Il épaissit les murs du donjon et crée, à 36 m au-dessus de la mer, une plate-forme de tir pour 9 canons. Il renforce le rempart médiéval et gagne sur la mer en construisant une fausse-braie destinée à porter le gros des canons.
En 1705, Ferry fait construire un  casernement sur l’actuel parking. Celui-ci hébergeait la garnison et faisait office de rempart pour le donjon car, en cas de débarquement, les assaillants devaient franchir une première porte, puis une seconde donnant sur la caserne et une troisième ouverte dans le rempart médiéval.
Le fort sera doté de 50 canons répartis sur 3 niveaux de feu : la fausse-braie, la cour et le sommet du donjon, et disposera d'une garnison de 300 à 600  hommes. Sa forme évoque celle d’un navire de guerre : la structure en fer à cheval à l’avant (proue), la cour médiévale haute ( pont supérieur), le donjon (mât) et les remparts ( pont).
En 1847-1848, la batterie est casematée et une caserne, dotée de deux bastions, est édifiée sur les fossés inachevés de Ferry.
Le fort de Fouras ne tirera pas un coup de feu, même lors des deux incursions britanniques dans la rade, en 1757 et en 1809. Il sera maintenu en service jusqu’à la fermeture de l’arsenal en 1927.
La Marine nationale, qui a utilisé le fort à partir de 1889 jusqu'au milieu du XXe siècle, avait érigé un sémaphore sur le donjon pour guider la navigation au large; c'est la raison pour laquelle le fort est encore baptisé sémaphore.
Le fort et la citadelle ont été classés monument historique le 13 mars 1987.

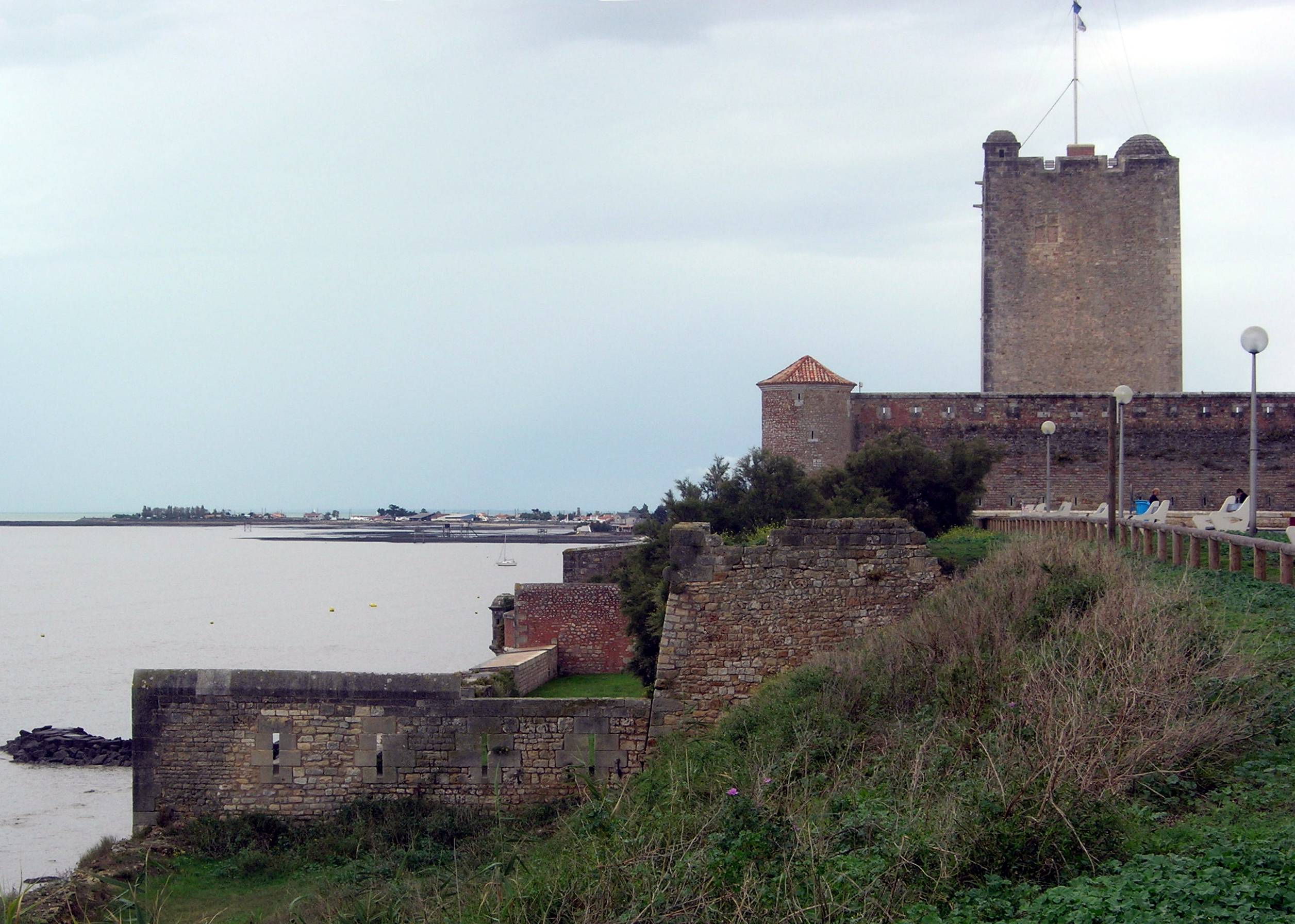
Le donjon de Fouras, intégré dans le Fort-Vauban

## Architecture
Il présente le plus bel exemple de donjon de place forte seigneuriale des fortifications du littoral.
Il ne reste rien des premières constructions médiévales et le donjon actuel du XVe siècle constitue avec la muraille sud de la première enceinte la partie la plus ancienne. D'une hauteur de 30 mètres il forme quatre niveaux sur une crypte.
Il est entouré des fortifications du XVIIe siècle : plates-formes, courtines, tour massive, le tout en à pic sur la mer, constructions caractéristiques de l'architecture militaire de l'époque dues à Vauban.

## Galerie

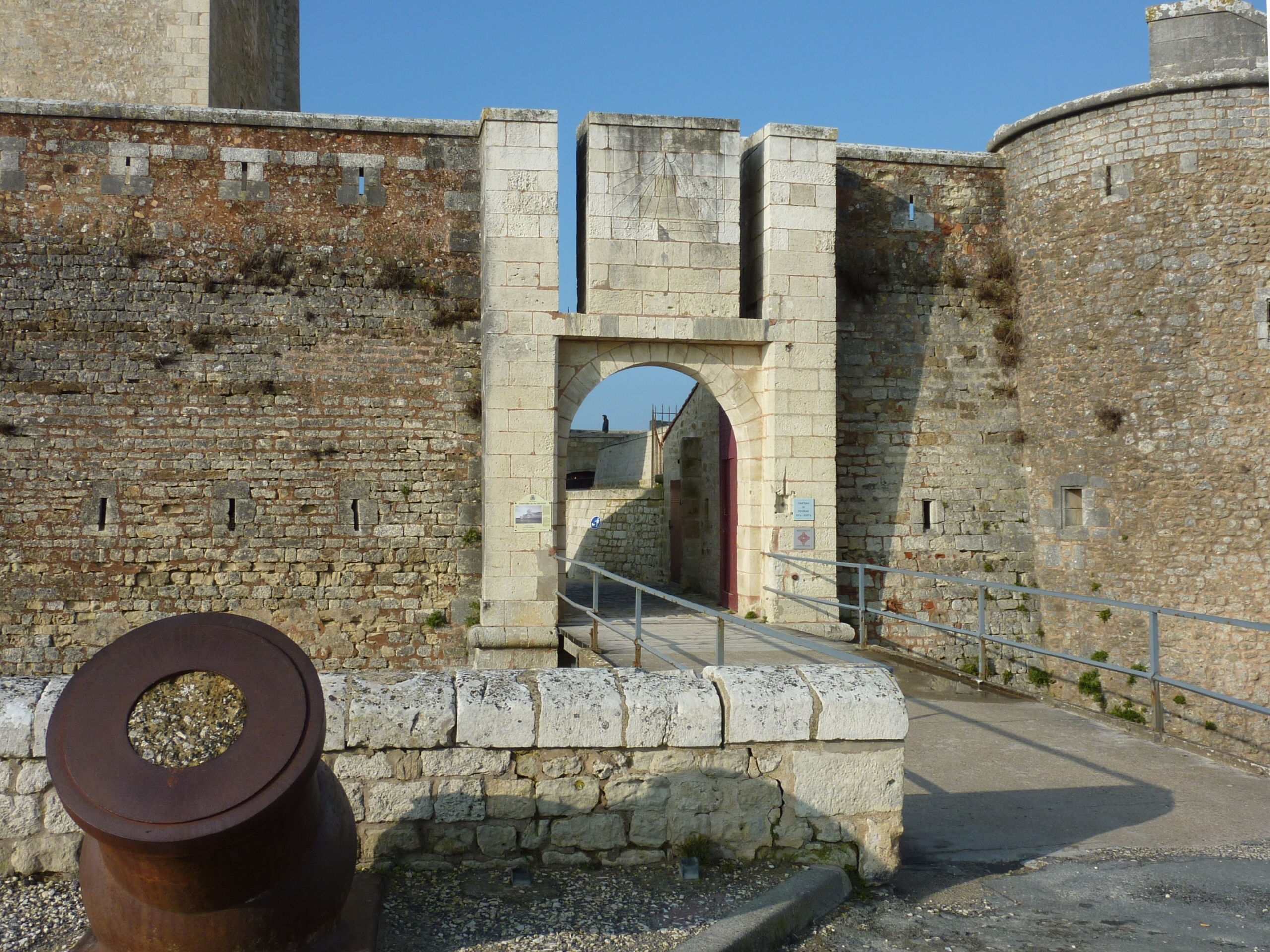
Entrée du sémaphore.
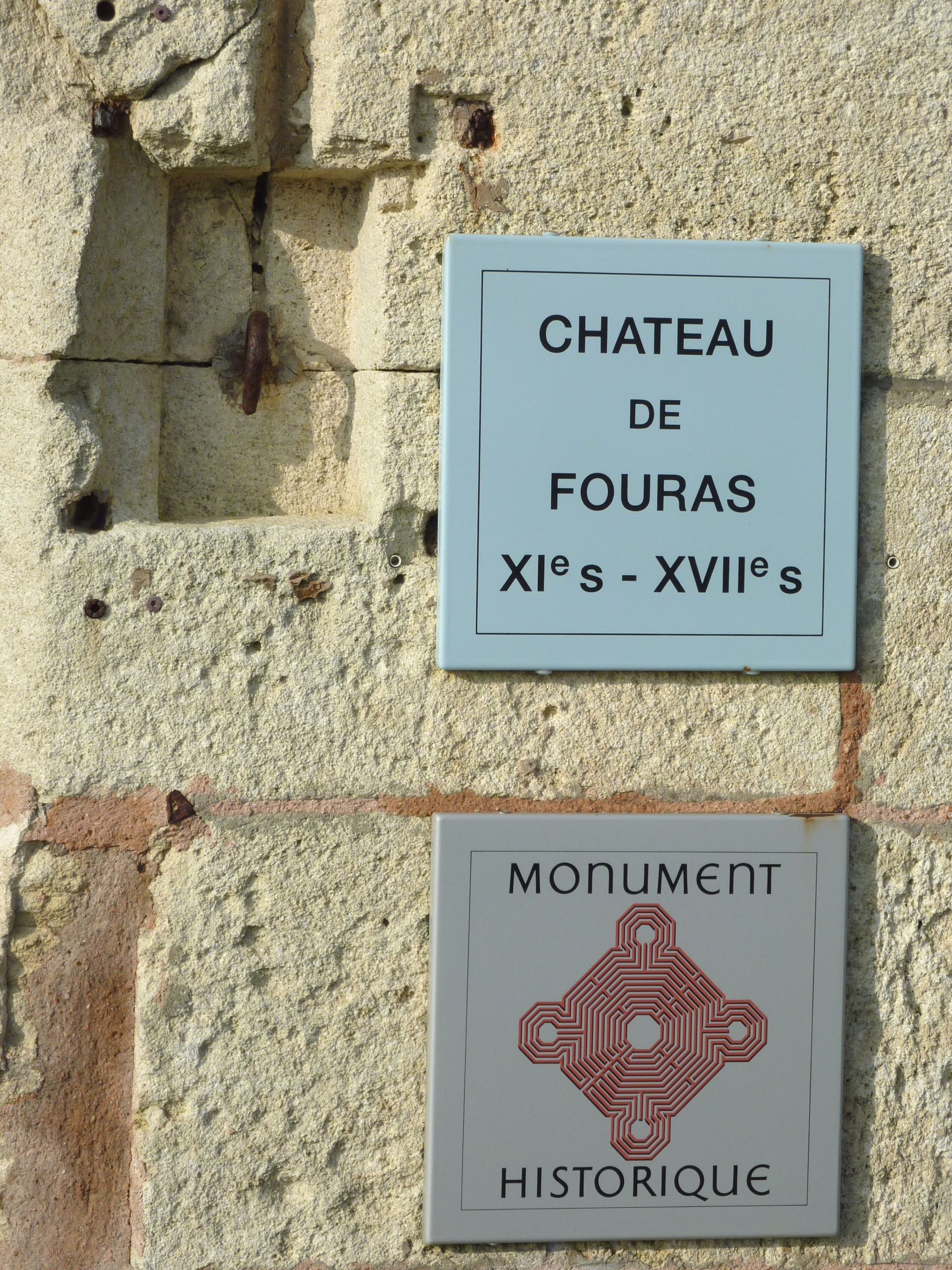
Pancartes du sémaphore.
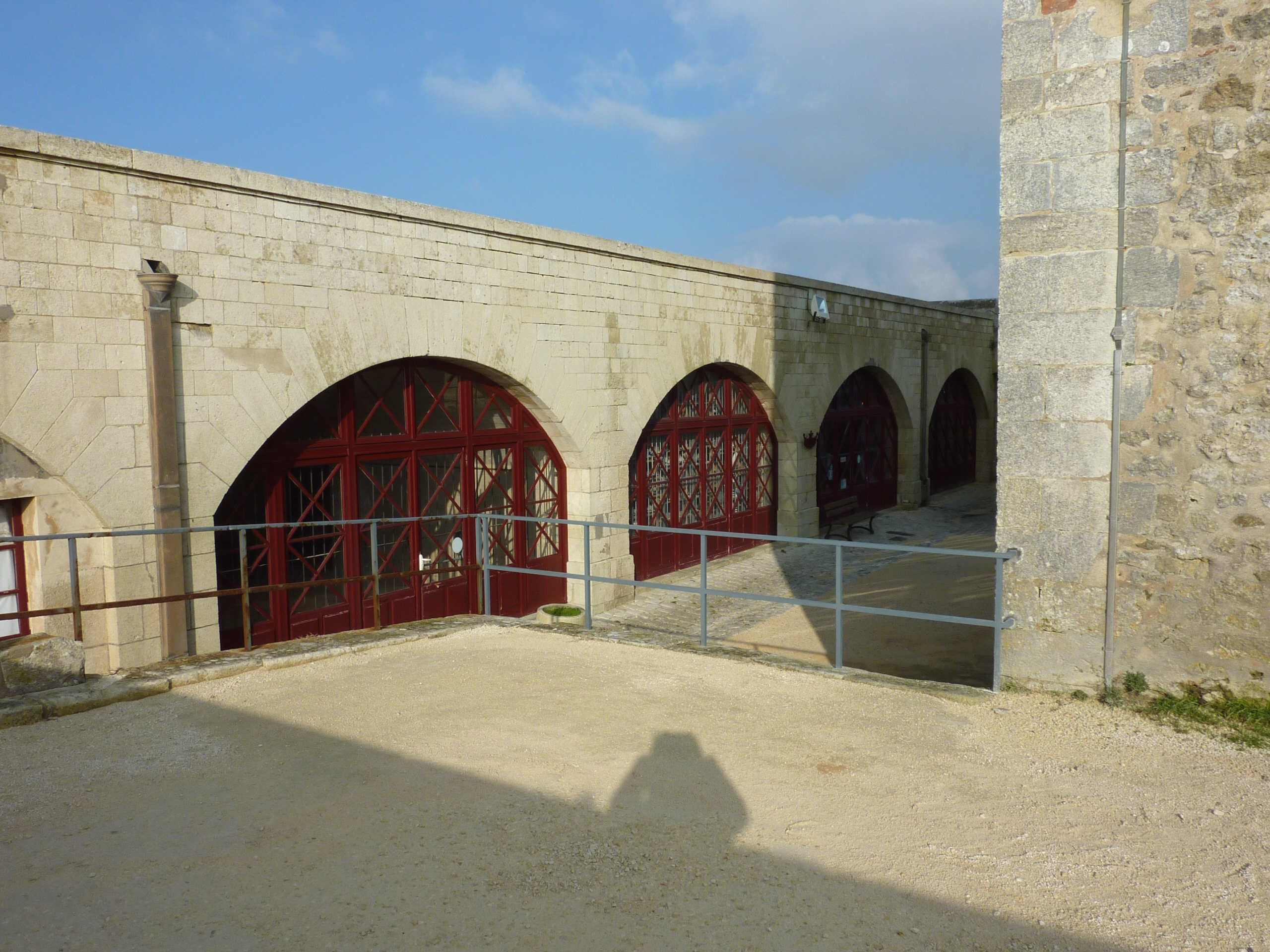
Cour intérieure du sémaphore.
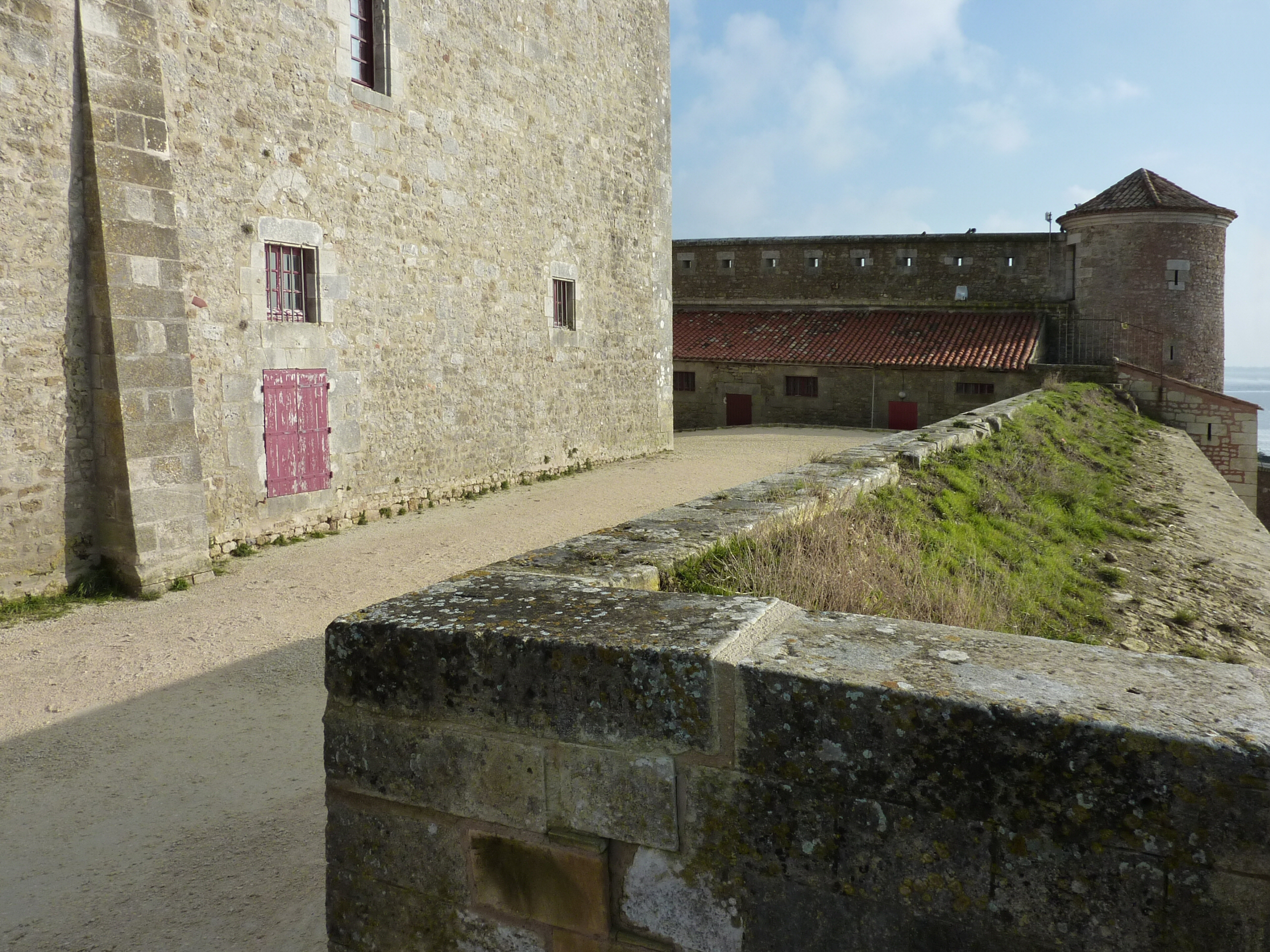
Cour et rempart du sémaphore.

## Visites
Accès payant du musée sur visite.
Accès libre dans l'enceinte 